# Valentina Rusu-Ciobanu
Valentina Rusu-Ciobanu (n. 28 octombrie 1920, Chișinău, România – d. 1 noiembrie 2021) a fost o artistă plastică basarabeană, a cărei creație se remarcă atât prin mijloacele expresive, considerate de critici neconvenționale, inovatoare, cât și printr-o profundă notă poetică. Conform aprecierii comentatoarei S. Boberanga, pictura Valentinei Rusu-Ciobanu este o simbioză de „realism poetic” și „spirit original”, iar după părerea criticului Vladimir Bulat, stilul pentru care a optat pictorița putea fi „citit”, în perioada regimului sovietic, ca o „subversiune sublimată”, risc pe care Valentina Rusu-Ciobanu și l-a asumat.

## Studii, educație
Valentina Rusu-Ciobanu s-a născut în Chișinău. A urmat în perioada (1938-1940), Școala de Arte din Chișinău. Între anii (1942-1944) a frecventat Academia de Arte Plastice din Iași, astăzi Universitatea de Arte „George Enescu” din Iași, Facultatea de Arte Vizuale și Design. în anii 1944-1946, Școala de Arte Plastice „I. Repin” din Chișinău.

## Expoziții personale
- 1961 – Chișinău
- 1984 – Muzeul de Arte, Chișinău
- 2000 – Biblioteca Națională, Chișinău

## Expoziții de grup
- 1947-1980 – participă la aproape toate expozițiile UAP din Moldova
- 2009 – expoziția „Bessarabia Moia” (curatori Ruxandra Garofeanu & Vladimir Bulat), galeria Artmark, București

## Expoziții peste hotare
- 1949 – atelier, Moscova, Rusia
- 1951, 1952 – participă într-o tabără de creație în RSFS Rusă
- 1954, altă tabără de creație, la Abramtzevo, Rusia
- 1957 – Moscova
- 1961 – Sofia, Bulgaria
- 1963 – Varșovia, Polonia
- 1968 – Montreal, Canada
- 1970, 1971 – Plovdiv, Bulgaria
- 1975 – București, România
- 1975 – Irak
- 1975 – Siria

## Premii, titluri și mențiuni
- 1974 – Premiul de stat

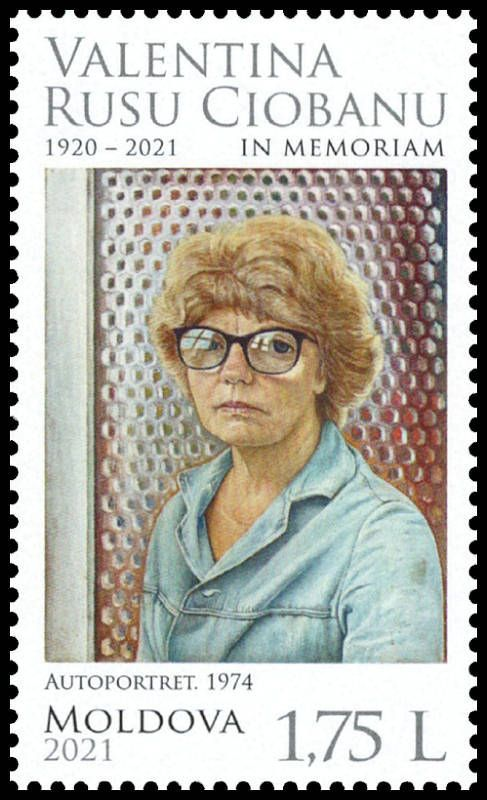
Autoportret, pe un timbru moldovenesc din 2021

- 1961 – Ordinul „Insigna de Onoare”
- 1985 – Artist al poporului din RSSM; Maestru Emerit în Artă
- 1966 – Medalia de argint a EREN
- 1996 – Ordinul Republicii
- 1998 – Premiu pentru intreaga activitate și prosperarea artelor plastice
- 2020 – Ordinul „Meritul Cultural” în grad de Mare Ofițer, Categoria C - „Artele plastice”[10]

## Listă selectivă de lucrări
- Fetiță la fereastră, 1957,
- Plantând copaci, 1961,
- Portretul Lui Emil Loteanu, 1964,
- Portretul actorului Dumitru Fusu, 1964
- Foc de artificii, 1966
- Miculdejun, 1979 - 1980,
- Scriitorul Serafim Saca, 1996,
- Vizita doctorului, 1971,
- La bal mascat
- La joc, 1957
- Autoportret cu ochelari
- Cană pe pervaz
- Actrița Maria Goncear
- Flori pe fundal roșu
- Glie și oamenii
- Invitație la dans